# Cithaeron (aranya)
|  | Per a altres significats, vegeu «Cithaeron». |

Cithaeron és un gènere d'aranyes araneomorfes de la família dels citerònids (Cithaeronidae).

## Esepècies
Segons el World Spider Catalog de l'any 2017, hi ha set espècies descrites del gènere Cithaeron:
- Cithaeron contentum Jocqué & Russell-Smith, 2011 c g
- Cithaeron delimbatus Strand, 1906 i c g
- Cithaeron dippenaarae Bosmans & Van Keer, 2015 c g
- Cithaeron indicus Platnick & Gajbe, 1994 i c g
- Cithaeron jocqueorum Platnick, 1991 i c g
- Cithaeron praedonius O. P.-Cambridge, 1872 i c g b
- Cithaeron reimoseri Platnick, 1991 i c g

Fonts de dades: i = ITIS, c = Catalogue of Life, g = GBIF, b = Bugguide.net